# Уріу
Уріу (рум. Uriu) — село у повіті Бистриця-Несеуд в Румунії. Адміністративний центр комуни Уріу.
Село розташоване на відстані 345 км на північний захід від Бухареста, 34 км на захід від Бистриці, 58 км на північний схід від Клуж-Напоки.

## Населення
За даними перепису населення 2002 року у селі проживали 1359 осіб.
Національний склад населення села:
| Національність | Кількість осіб | Відсоток |
| -------------- | -------------- | -------- |
| угорці         | 794            | 58,4%    |
| румуни         | 554            | 40,8%    |
| цигани         | 10             | 0,7%     |

Рідною мовою назвали:
| Мова      | Кількість осіб | Відсоток |
| --------- | -------------- | -------- |
| угорська  | 792            | 58,3%    |
| румунська | 565            | 41,6%    |